# Зыки (Духовщинский район)
Зыки — деревня в Духовщинском районе Смоленской области России. Входит в состав Добринского сельского поселения. Население — 1 житель (2007 год). 
Расположена в северной части области в 47 км к северо-востоку от Духовщины, в 2 км южнее автодороги Р136 Смоленск — Нелидово, на берегу реки Деревица. В 40 км восточнее деревни расположена железнодорожная станция Никитинка на линии Дурово — Владимирский Тупик. 

## История
В годы Великой Отечественной войны деревня была оккупирована гитлеровскими войсками в июле 1941 года, освобождена в сентябре 1943 года.